# جو ديليا
جو ديليا (بالإنجليزية: Joe Delia)‏ هو ملحن أمريكي، ولد في 11 أكتوبر 1948.

## وصلات خارجية
- جو ديليا على موقع IMDb (الإنجليزية)
- جو ديليا على موقع ميوزك برينز (الإنجليزية)
- جو ديليا على موقع ديسكوغز (الإنجليزية)
- جو ديليا على موقع قاعدة بيانات الفيلم (الإنجليزية)